# Seleção Brasileira Feminina de Handebol
A seleção brasileira de handebol feminino é uma equipe sul-americana composta pelas melhores jogadoras de handebol do País por exemplo Eduarda Amorim, Alexandra Nascimento,Bruna Paula, Babi Arenhart, Daniela Piedade, Fabiana Diniz, Larissa Araujo entre outras e que representa o Brasil nas competições internacionais. A equipe é mantida pela Confederação Brasileira de Handebol. Encontra-se na 16° posição do ranking mundial da IHF.

## História
No dia 22 de dezembro de 2013, o Brasil conquistou o Campeonato Mundial pela primeira vez na história ao derrotar a Sérvia por 22 a 20, na final da competição, realizada em Belgrado. A equipe brasileira ganhou os nove jogos que disputou e encerrou o torneio com 100% de aproveitamento. Com isto, ela tornou-se a segunda nação não-europeia (após a Coréia do Sul) e primeira da América a conquistar o título na história do torneio..
Em 2016 a Seleção Brasileira participou de sua quinta Olimpíada, sendo eliminada pela Holanda nas quartas de final e terminando em quinto lugar.
Além disso, o Brasil conquistou seis medalhas de ouro de forma consecutiva nos Jogos Pan-Americanos, conquistando o hexacampeonato em Lima 2018.
A seleção brasileira feminina de handebol participa de competições como os Jogos Olímpicos, o Campeonato Mundial de Handebol, além dos Jogos Pan-Americanos e o Campeonato Sul-Americano de Handebol. A equipe já conquistou vários títulos e é respeitada internacionalmente .

## Próximas competições
A seleção brasileira feminina de handebol está pronta para competir no Mundial de 2023, um torneio programado para ocorrer entre 29 de novembro e 17 de dezembro, com sedes na Dinamarca, Noruega e Suécia. Nesta edição, o Brasil foi alocado no Grupo G, onde enfrentará equipes como Espanha, Ucrânia e Cazaquistão .
Os jogos da equipe brasileira na fase de grupos serão realizados em Frederikshavn, Dinamarca, marcando o início de sua jornada no torneio .
O torneio é importante pois o vencedor do Mundial garante vaga nos Jogos Paris 2024 .

### Jogadoras convocadas
A condição veio após o título da Seleção Brasileira no Campeonato Sul-Centro Americano de Handebol Feminino em 2022. O anúncio da lista de jogadoras foi feito nesta segunda-feira, 16 de outubro, e é composta por oito atletas que já faziam parte do plantel que conquistou o título em Lima há quatro anos. Entre elas, estão a goleira Renata Arruda, as pontas Adriana Castro, Larissa Araújo e Mariana Costa, as armadoras Ana Paula Belo, Bruna de Paula e Patrícia Matieli e a pivô Tamires Araújo .
Além dessas, a equipe liderada pelo técnico Cristiano Rocha foi complementada com a inclusão da goleira Gabi Moreschi, da pivô Marcela Arouinian, da ponta Fernanda Lima e das armadoras Francielle Rocha, Giulia Guarieiro, Jhennifer Rosa, Mariane Fernandes e Kelly Rosa. Com essa seleção de talentosas jogadoras, a Seleção Brasileira Feminina de Handebol está pronta para enfrentar os desafios .

## O mundial feminino
O Campeonato Mundial de Handebol Feminino 2023 será um evento de grande envergadura, contando com a participação de um total de 32 equipes. Essas equipes conquistaram suas vagas através de torneios continentais, representando diferentes regiões do mundo. Além disso, as nações anfitriãs, Dinamarca, Noruega e Suécia, têm um lugar assegurado no torneio por sediarem o evento, contribuindo para uma atmosfera empolgante .
Para completar a lista de participantes, Áustria e Islândia foram agraciadas com Wildcards, que são convites especiais para se juntarem à competição. Com esse conjunto diversificado de equipes, o Campeonato Mundial de Handebol Feminino promete oferecer uma emocionante demonstração do talento e da paixão pelo esporte em nível global .

### Edições anteriores
Na edição anterior do Campeonato Mundial de Handebol, que ocorreu na Espanha em 2021, a seleção brasileira enfrentou uma eliminação nas quartas de final, com a Noruega sendo a equipe responsável por esse desfecho. Notavelmente, as norueguesas seguiram em frente e conquistaram o tetracampeonato ao derrotar a França na grande decisão .
Vale destacar que a melhor campanha do Brasil em edições anteriores ocorreu em 2013, quando a equipe alcançou um marco histórico ao conquistar seu primeiro e até o momento único título no campeonato. Esse feito memorável foi alcançado com uma vitória sobre a Sérvia na cidade de Belgrado, consolidando assim a posição de destaque da equipe brasileira no cenário internacional do handebol feminino .

## Estatísticas

### Jogos Olímpicos
| Edição           | Posição        |
| ---------------- | -------------- |
| Montreal 1976    | Não participou |
| Moscou 1980      | Não participou |
| Los Angeles 1984 | Não participou |
| Seul 1988        | Não participou |
| Barcelona 1992   | Não participou |
| Atlantas 1996    | Não participou |
| Sydney 2000      | 8°             |
| Atenas 2004      | 7°             |
| Beijing 2008     | 9°             |
| Londres 2012     | 6°             |
| Rio 2016         | 5°             |
| Tóquio 2020      | 11°            |
| Paris 2024       |                |

### Campeonato Mundial
| Edição                            | Posição |
| --------------------------------- | ------- |
| De 1957 até 1993 - Não participou |         |
| Áustria/ Hungria 1995             | 17-20   |
| Alemanha 1997                     | 23°     |
| Dinamarca/ Noruega 1999           | 16°     |
| Itália 2001                       | 12°     |
| Croácia 2003                      | 20°     |
| Rússia 2005                       | 7°      |
| França 2007                       | 14°     |
| China 2009                        | 15°     |
| Brasil 2011                       | 5°      |
| Sérvia 2013                       | 1°      |
| Dinamarca 2015                    | 10°     |
| Alemanha 2017                     | 18°     |
| Japão 2019                        | 17°     |
| Espanha 2021                      | 6°      |
| Dinamarca/ Noruega/ Suécia 2023   | 9°      |
| Alemanha/ Países Baixos 2025      |         |
| Hungria 2027                      |         |

## Títulos: Mundiais e Continentais
| Mundiais     | Mundiais                          | Mundiais | Mundiais                                                    |
|              | Competição                        | Títulos  | Temporadas                                                  |
| ------------ | --------------------------------- | -------- | ----------------------------------------------------------- |
|              |                                   |          |                                                             |
|              | Campeonato Mundial                | 1        | 2013                                                        |
| Continentais |                                   |          |                                                             |
|              | Competição                        | Títulos  | Temporadas                                                  |
|              | Jogos Pan-Americanos              | 7        | 1999, 2003, 2007, 2011, 2015 , 2019 e 2023                  |
|              | Campeonato Pan-Americano          | 10       | 1997, 1999, 2000, 2003, 2005, 2007, 2011, 2013, 2015 e 2017 |
|              | Campeonato Sul e Centro-Americano | 1        | 2019                                                        |
|              | Jogos Sul-Americanos              | 3        | 2010, 2014 e 2018                                           |
|              | Campeonato Sul-Americano          | 9        | 1983, 1984, 1986, 1988, 1991, 1994, 1998, 2001 e 2013       |

Convocadas para integrar a seleção brasileira de handebol feminino pros Jogos Olímpicos Tóquio 2020